# Ночь и лёд
«Ночь и лёд»  (нем. In Nacht und Eis) — немецкий немой чёрно-белый фильм 1912 года, поставленный румынским режиссёром Миме Мизу, посвященный гибели «Титаника».

## Описание
Фильм является самым ранним из сохранившихся картин, посвященных катастрофе «Титаника» — оригинальная картина «Спасшаяся с «Титаника»» с Дороти Гибсон считается утерянной. Как и «Спасшаяся», «Ночь и лёд» считался утерянным, но был найден в 1998 году в одной из частных коллекций.
Почти треть экранного времени фильма занимает сцена в радиорубке — радист судорожно посылает сигнал бедствия, по мере того как в помещении поднимается вода.